# Diocèse de Saint John's-Basseterre
Le diocèse de Saint John's-Basseterre (en latin : dioecesis Sancti Ioannis Imatelluranus ; en anglais : diocese of Saint John's-Basseterre) est une église particulière de l'Église catholique dans la Caraïbe. Suffragant de l'archidiocèse métropolitain de Castries, il est membre de la Conférence épiscopale des Antilles. Il a son siège à la Cathédrale de la Sainte-Famille de Saint John's à Antigua et à la Co-cathédrale de l'Immaculée-Conception de Basseterre à Saint-Christophe-et-Niévès.

## Territoire
Le diocèse couvre Anguilla, Antigua-et-Barbuda, Montserrat, Saint-Christophe-et-Niévès et les îles Vierges britanniques.

## Histoire
Le diocèse de Saint John's est érigé le 16 janvier 1971, par la constitution apostolique Cum nobis du pape Paul VI, sur une partie du territoire du diocèse de Roseau.
Sous le pontificat de Jean-Paul II, par le décret Plures in Mari du 21 juin 1981, la Congrégation pour l'évangélisation des peuples élève l'église de Basseterre au rang de cathédrale et renomme le diocèse en diocèse de Saint John's-Basseterre.

## Cathédrales
La cathédrale de Saint John's, dédiée à la Sainte Famille, est la cathédrale du diocèse.
La cathédrale de Basseterre, dédiée à l'Immaculée Conception, est la co-cathédrale du diocèse.

## Évêques

### Évêque de Saint John's (1971-1981)
- 1971-1981 : Joseph Oliver Bowers, S.V.D.[5]

### Évêques de Saint John’s-Basseterre (depuis 1981)
- 1981-1981 : Joseph Oliver Bowers, S.V.D.
- 1981-2007 : Donald James Reece[6]
  - 2007-2011 : vacant (Gabriel Malzaire[7], évêque de Roseau, administrateur apostolique)
- 2011-2016 : Kenneth Richards[8], nommé archevêque de Kingston en Jamaïque.
  - 2016-2018 : vacant (Robert A. Llanos[9], évêque auxiliaire de Port-d'Espagne, administrateur apostolique)
- depuis 2018: Robert Llanos[9]